# دائرة زيتونة
دائرة زيتونة إحدى دوائر ولاية سكيكدة. 
مقرها زيتونة. 
تبلغ مساحتها 102.45 كم² يقطنها 14990 نسمة (أي بكثافة سكانية تقدر بـ 146 نسمة /كم²). 
وتضم كل من بلديات : 
- زيتونة
- قنواع